# Zeuxidia luxerii
Zeuxidia luxerii är en fjärilsart som beskrevs av Jacob Hübner 1820/26. Zeuxidia luxerii ingår i släktet Zeuxidia och familjen praktfjärilar. Inga underarter finns listade i Catalogue of Life.

## Bildgalleri

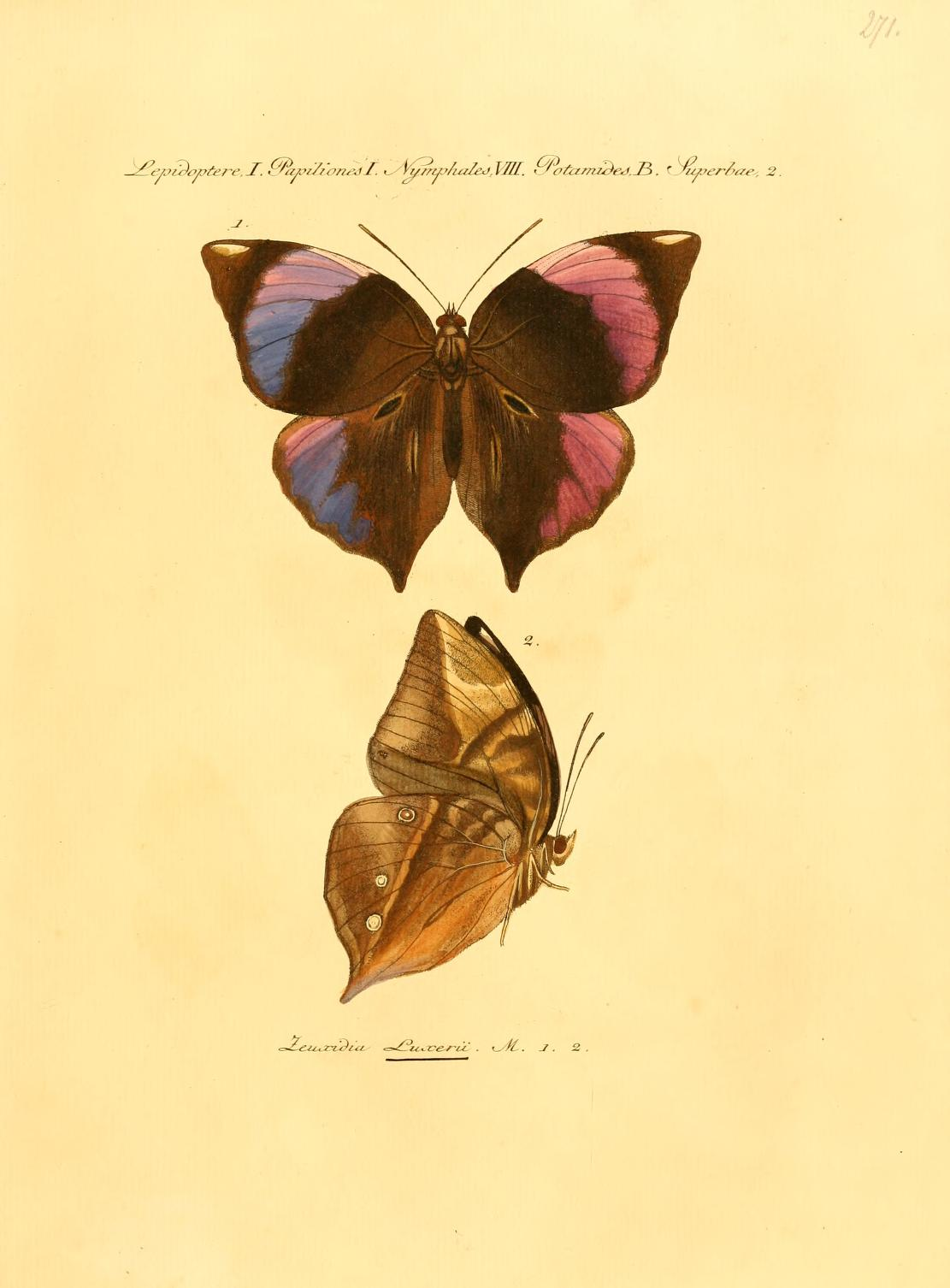